# Lido di Spina
Lido di Spina – miejscowość we Włoszech nad morzem Adriatyckim w prowincji Ferrara w gminie Comacchio, w kompleksie "Sette lidi di Comacchio" [7 lidi Comacchio], do którego należą (w kolejności od południa do północy):
- Lido di Spina,
- Lido degli Estensi,
- Lido degli Scacchi,
- Lido delle Nazioni,
- Lido di Pomposa,
- Lido di Volano.

Nieopodal delty rzeki Pad. Poza sezonem letnim Lido di Spina jest puste. W miasteczku mieści się wiele hoteli, 2 kempingi oraz wiele atrakcji. Targ odbywa się w soboty. Lido di Spina jest połączone z Lido degli Estensi, z którym to rywalizuje w corocznych regatach na dzielącym je kanale Logonovo.